# 陳孝泳
陳孝泳（1715年—1779年），字赓言，號枫厓、又号松崖、又号枫崖，浙江嘉善人，清朝官員。
精篆、隸、金石、博古多識。乾隆十一年诏修《西清古鑒》，冢宰汪文端薦參預討論，十七年中順天舉人。修書成，供奉懋勤殿，授國子助教，累遷至陝西道監察御史，晉授光祿寺正卿。